# Atalaya (Aguada)
Atalaya es un barrio ubicado en el municipio de Aguada en el estado libre asociado de Puerto Rico. En el Censo de 2010 tenía una población de 3108 habitantes y una densidad poblacional de 507,62 personas por km².

## Geografía
Atalaya se encuentra ubicado en las coordenadas 18°19′49″N 67°11′11″O / 18.33028, -67.18639. Según la Oficina del Censo de los Estados Unidos, Atalaya tiene una superficie total de 6.12 km², que corresponden a tierra firme.

## Demografía
Según el censo de 2010, había 3108 personas residiendo en Atalaya. La densidad de población era de 507,62 hab./km². De los 3108 habitantes, Atalaya estaba compuesto por el 90.64% blancos, el 2.99% eran afroamericanos, el 0.03% eran amerindios, el 4.67% eran de otras razas y el 1.67% pertenecían a dos o más razas. Del total de la población el 99.68% eran hispanos o latinos de cualquier raza.